# Laelia lueddemanii
Laelia lueddemanii es una especie de planta epifita que pertenece a la familia de las orchidaceae. Es originaria de América.

## Descripción
Es una orquídea de tamaño grande, con hábitos de epifita  con grandes pseudobulbos, más grandes hacia el ápice y que llevan 2 hojas, apicales, lanceoladas a elípticas, obtusas, y coriáceas. Florece en una inflorescencia terminal, con largo pedúnculo, de 75 cm  de largo, con varias a muchas flores con brácteas florales linear a linear-lanceoladas.

## Distribución y hábitat
Se encuentra en Costa Rica, Panamá, Colombia y Venezuela en las elevaciones desde el nivel del mar hasta los 600 metros. 

## Taxonomía
Laelia lueddemanii fue descrita por (Prill.) L.O.Williams y publicado en Annals of the Missouri Botanical Garden 27: 282. 1940.
Etimología
Laelia: nombre genérico que ha sido nombrado por "Laelia", una de las vírgenes vestales, o por el nombre romano de "Laelius", perteneciente a una antigua familia romana.
lueddemanii: epíteto otorgado en honor del recolector de orquídeas francés Lueddeman.  
Sinonimia
- Bletia undulata var. costaricana Rchb.f.
- Schomburgkia lueddemannii var. costaricana (Rchb.f.) H.G.Jones
- Schomburgkia undulata var. costaricana (Rchb.f.) H.G.Jones
- Schomburgkia undulata var. lueddemanii (Prill.) H.G.Jones[3][4]